# Підмаренник білий
Підмаренник білий (Galium album) — вид рослин родини маренові (Rubiaceae), поширений у Євразії, Північній Африці, Судані.

## Опис
Багаторічна трава завдовжки 30–100 см. Стебло висхідне, розгалужене, 4-куте, вузли опухлі, голі. Листя: зазвичай 6–8 у кільці, сидяче; листові пластини від лінійно ланцетних до довгих, найширші на кінчику, 10—30 × 1.5—5 мм.
Суцвіття — широка, досить нещільна волоть. Віночок колесоподібний, від білого до жовтувато-білого забарвлення, 4-пелюстковий. Чашечка відсутня. Тичинок 4. Плід 2-частинний, голий майже блискучий, червонувато-коричневий схізокарп; карпели досить сферичні, 1 мм шириною.

## Поширення
Поширений у Євразії, Північній Африці, Судані.
В Україні зростає на сухих лугах, по галявинах, біля доріг — на всій території.

## Галерея

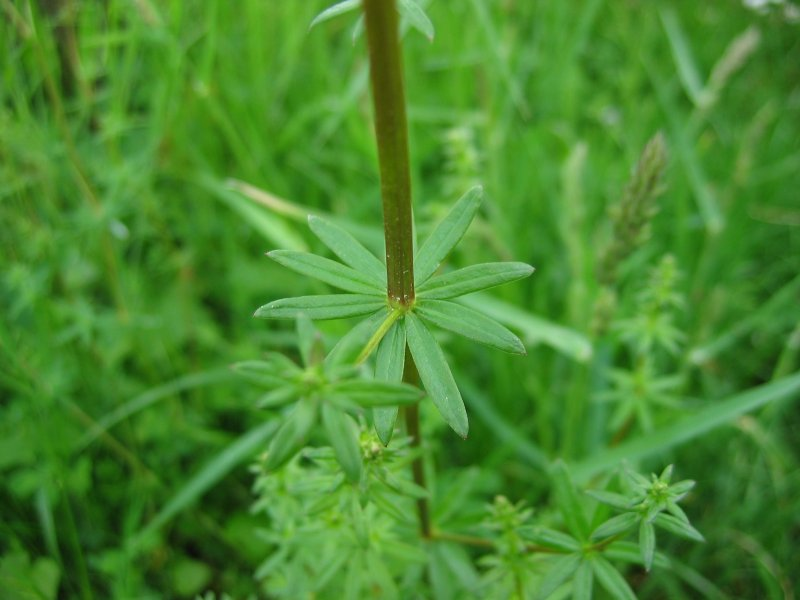
стебло та листя
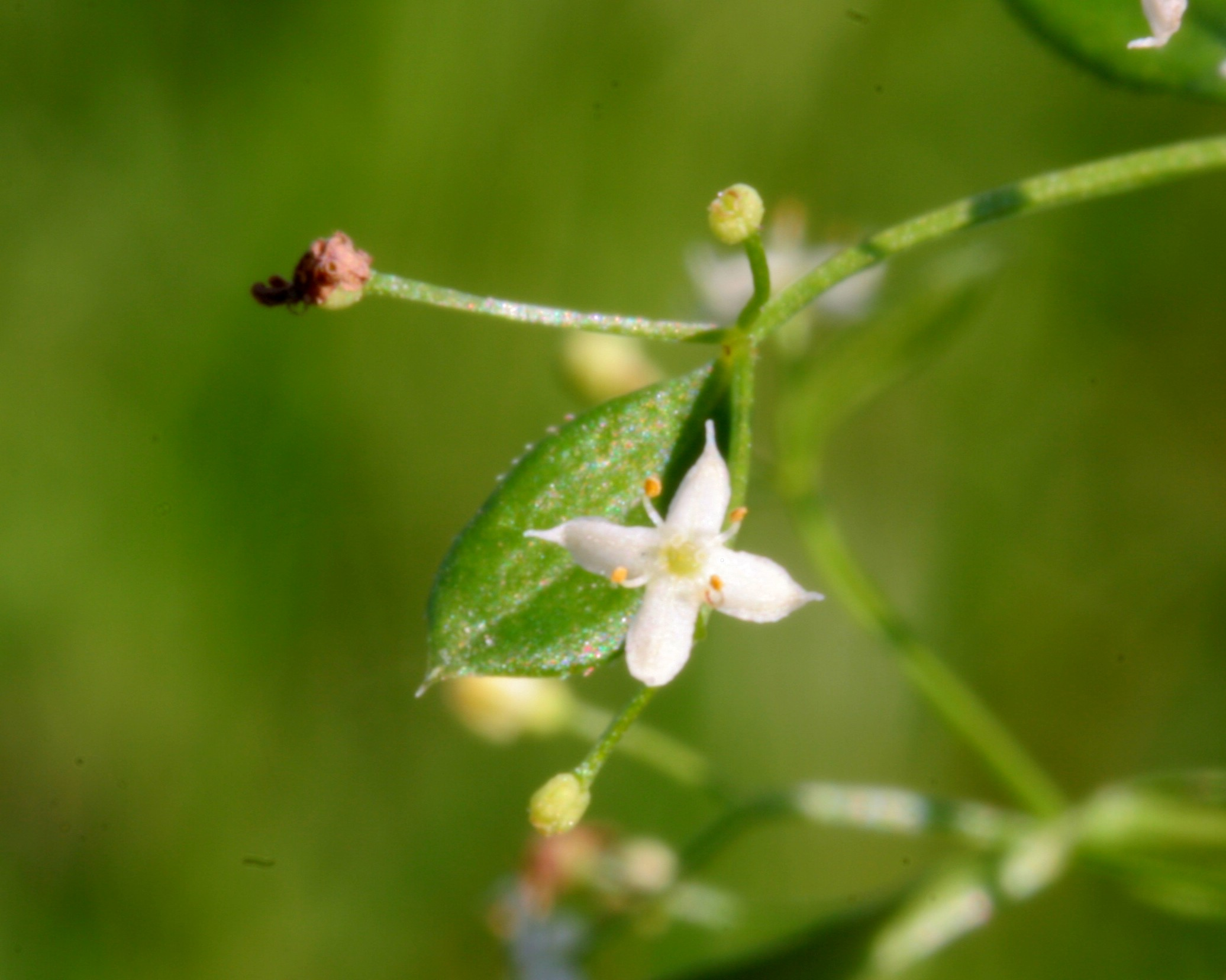
квітка